# Suraż (Białoruś)
Suraż (biał. Сураж, Suraž) – osiedle typu miejskiego na Białorusi w obwodzie witebskim w rejonie witebskim, ok. 1,0 tys. mieszkańców (2010), położone 41 km na północny wschód od Witebska.
Miasto królewskie położone było w końcu XVIII wieku  w powiecie witebskim województwa witebskiego.

## Herb
Herb Suraża został ustanowiony 20 stycznia 2006 roku rozporządzeniem prezydenta Białorusi nr 36.